# Oku (vattendrag)
Oku eller Uku är ett vattendrag i Kongo-Kinshasa, ett biflöde till Lowa. Det rinner huvudsakligen genom provinsen Maniema, i den centrala delen av landet, 1 300 km öster om huvudstaden Kinshasa. Det översta loppet ingår i gränsen mellan Maniema och Södra Kivu.